# Odontologiska specialiteter
Odontologiska specialister eller specialisttandläkare har en tandläkarexamen i grunden och en vidareutbildning inom ett särskilt område. Längden på utbildningen, samt områdena skiljer mellan olika länder.

## Australien[1]
- Endodonti
- Oral- och maxillofacial kirurgi (vid utbildningens slut tilldelas man även läkarlegitimation)
- Oral protetik
- Ortodonti
- Pedonto
- Parodontologi

## Danmark
I Danmark finns endast två specialiteter.
- Tand-, mun- och käkkirurgi
- Ortodonti

## Finland
Finland har nio specialiteter. Utbildningstiden för alla specialiteter är 3 år, utom för mun- och käkkirurgi som är 6 år.
- Cariologi och endodonti
- Hälsovård
- Oral- och käkkirurgi
- Oral patologi
- Oral protetik och bettfysiologi
- Oral radiologi
- Parodontologi
- Pedodonti

## Norge
Specialistutbildningen är på tre år (oral kirurgi og oral medicin 5 år)
- Endodonti
- Klinisk odontologi[5])
- Käk- och ansiktsradiologi
- Käkortopedi (ortodonti)
- Oral kirurgi och oral medicin
- Oral protetik och  bettfysiologi
- Pedodonti
- Parodontologi

## Storbritannien
- Dental allmänvård
- Endodonti
- Kirurgisk tandvård
- Oral och maxillofacial kirurgi (kräver även läkarlegitimation innan specialiseringstjänstgöring påbörjas)
- Oral medicin (kräver även läkarlegitimation innan specialiseringstjänstgöring påbörjas)
- Oral protetik
- Ortodonti
- Pedodonti
- Parodontologi
- Restorativ tandvård

## Sverige
I Sverige är specialistutbildningen minst tre år och för att påbörja utbildningen måste tandläkaren innehaft tandläkarlegitimation i minst två år. Endast de nio ämnesområden som anges i HSLF-FS 2017:77 erkänns som specialiteter och det är Socialstyrelsen som utfärdar bevis om specialistkompetens. Att som allmäntandläkare uppge ett speciellt intresse för viss typ av vård tolereras men det är olagligt att ge intryck av att vara specialistutbildad om man inte är det.  
- Endodonti
- Bettfysiologi
- Odontologisk radiologi
- Käkkirurgi
- Oral protetik
- Orofacial medicin
- Ortodonti
- Parodontologi
- Pedodonti

## Tyskland
Specialistutbildningen i Tyskland är på fyra år, dock kan varje förbundsland ensamt besluta om vilka specialiteter de ska erkänna. Detta har resulterat i att Westfalen enbart erkänner parodontologi som specialitet.
- Dental allmänvård
- Käkortopedi
- Oral kirurgi (om man väljer att läsa till två extra år får man även läkarlegitimation)
- Parodontologi